# Carl Robert Mannerheim
Carl Robert Mannerheim, född 1 februari 1835 i Viborg, död 9 oktober 1914, var en finlandssvensk greve och affärsman. Han var son till entomologen och ämbetsmannen Carl Gustaf Mannerheim och far till bland andra marskalken Carl Gustaf Emil Mannerheim.

## Biografi
Som student vid Kejserliga Alexanders Universitetet i Finland i Helsingfors orsakade Mannerheim en politisk skandal genom att skriva den satiririska pjäsen Ditt och Datt.
Mannerheim ägde Villnäs slott, som han ärvt av sin far, och gifte sig 1862 med Hedvig Charlotta Helena (Helene) von Julin, dotter till den industrimagnaten Johan Jacob von Julin. I äktenskapet föddes sju barn:
- Eva Charlotta Lovisa Sophia (Sophie) (1863-1928) utbildade sig till sjuksköterska och arbetade som avdelningssköterska. Sophie Mannerheim var gift med Chamberlain Hjalmar Linder.
- Carl Erik Johan (1865-1915), arbetade som bankdirektör och gifte sig med Johanna Ehrnrooth
- Carl Gustaf Emil (1867-1951), Marskalken av Finland. Han gifte sig med Anastasia Arapov.
- Fridolf Carl Johan (1868-1934) var herrgårdsägare och gifte sig med Sofia Palaemona Treschov
- Eva Hedvig Johanna Wilhelmina (1879-1957) var konstnär och författare. Hon gifte sig med greve Louis Sparre, som var målare
- Nanny Anna Albertina Helena (Annicka) (1872-1886)
- Carl August Ludwig (1873-1910), civilingenjör. Han gifte sig med Elizabeth Nemmie Carolina Nordenfelt

Mannerheim var med och grundade  Kuusankoski pappersbruk i Kuusankoski och ledde företaget från 1872 till 1878. År 1879 förklarade han dock företaget I konkurs, och 1880 tvingades han på grund av ekonomiskt obestånd sälja egendomen Villnäs till sin syster Mimmi (Eva Carolina). I samband med detta flydde Mannerheim till Paris med sin älskarinna Sofia Nordenstam. Där kom han att leva bohemliv medan  släktingar tog hand om hans sju barn med hustrun, grevinnan Helene Mannerheim, död 1881 vid 38 års ålder. Två år senare, 1883, gifte sig Carl Robert Mannerheim med Sofia Nordenstam, och paret återvände till Finland där han startade ett nytt företag i Helsingfors 1887 vid namn Systema Oy Ab som sålde kontorsutrustning.
Mannerheim var för övrigt aktiv skribent och översättare, känd för sina liberala sympatier. Han kom att engagera sig i rörelsen mot en förryskning av Finland, och försökte förgäves förmå sin son Gustaf som inlett en karriär rysk militär att inte ta värvning i rysk-japanska kriget 1904-1905.
Förutom de sju ovan nämnda barnen från första äktenskapet fick Mannerheim i sitt andra äktenskap med Sofia Nordenstam dottern Olga Sofia Margareta (Kissie) (1882–1941). Hennes man Mikael Gripenberg skulle komma att överta ledningen för Systema Oy Ab efter Mannerheim.